# Leszek Chudeusz
Leszek Chudeusz (ur. 12 kwietnia 1954 we Wrocławiu) – polski koszykarz, mistrz i reprezentant Polski.
Przez całą karierę sportową związany był ze Śląskiem Wrocław, w barwach którego występował w ekstraklasie przez 13 kolejnych sezonów, w latach 1971–1984. W swojej karierze zdobył czterokrotnie mistrzostwo Polski (1977, 1979, 1980, 1981), dwukrotnie wicemistrzostwo (1972, 1978) i trzykrotnie brązowy medal mistrzostw Polski (1973, 1974, 1982). W 1979 wystąpił w mistrzostwach Europy, zajmując z drużyną 7. miejsce. Wystąpił wówczas we wszystkich spotkaniach, zdobywając 12 punktów.
Starszy brat Jerzego Chudeusza.